# Gloeosporium cylindrospermum
Gloeosporium cylindrospermum är en svampart som först beskrevs av Hermann Friedrich Bonorden, och fick sitt nu gällande namn av Pier Andrea Saccardo 1912. Gloeosporium cylindrospermum ingår i släktet Gloeosporium och familjen Dermateaceae.   Inga underarter finns listade i Catalogue of Life.